# Championnat du Panama de football 1988
Navigation
Saison suivante
Le Championnat ANAPROF 1988 est la première édition de la première division panaméenne.
Seulement deux places étaient qualificatives pour la Coupe des champions de la CONCACAF.

## Les 6 clubs participants
| \| Panama City : Euro Kickers CD Plaza Amador Tauro FC Panama City Deportivo La Previsora \| Localisation des clubs engagés dans le championnat. |
| Panama City : Euro Kickers CD Plaza Amador Tauro FC Panama City Deportivo La Previsora                                                           |

| Club                   | Stade                                    | Capacité          | Ville          |
| Chirilanco FC          | Stade El Empalme                         | Capacité inconnue | Changuinola    |
| Euro Kickers           | Stade Rommel Fernández Stade Javier Cruz | 32 000 2 500      | Panama City    |
| Deportivo Perú AFC     | Stade inconnu                            | Capacité inconnue | Ville inconnue |
| CD Plaza Amador        | Stade Rommel Fernández                   | 32 000            | Panama City    |
| Deportivo La Previsora | Stade Agustín Sánchez                    | 3 040             | La Chorrera    |
| Tauro FC               | Stade Rommel Fernández                   | 32 000            | Panama City    |

## Bilan du tournoi
| Tableau d'Honneur        |                 |
| Compétition              | Vainqueur       |
| Championnat ANAPROF 1988 | CD Plaza Amador |

| Qualifications continentales 1988-1989 |                        |
| Coupe des champions de la CONCACAF     | Qualifiés              |
| Deuxième tour de qualification         | CD Plaza Amador        |
| Premier tour de qualification          | Deportivo La Previsora |

| Promotions et relégations |                                        |
| Relégué en Primera A      | Chirilanco FC                          |
| Promu de Primera A        | Alianza FC CD Pan de Azúcar (en) Unión |